# Бурсен
Бурсен (фр. Boursin) [buʀsɛ̃] — мягкий сливочный сыр, который производится с различными вкусовыми добавками (травы, чеснок и пр.) по рецепту, который придумал Франсуа Бурсен в 1957 году. Его именем назван и бренд, и компания, которой он принадлежит.
До ноября 2007 года компания Boursin была подразделением концерна Unilever. 5 ноября 2007 года Unilever подписал соглашение о продаже бренда Boursin французскому производителю молочных продуктов Groupe Bel за 400 миллионов евро.